# Fontaneto d'Agogna
Fontaneto d'Agogna (Fontanèj in piemontese) è un comune italiano di 2 606 abitanti della provincia di Novara e facente parte dell'area delle Colline novaresi. Parte del suo territorio è compresa nella Riserva naturale orientata delle Baragge.

## Geografia fisica
Il comune si trova a circa 26 km a nord-ovest del capoluogo, nel cosiddetto medio novarese. Il territorio è prevalentemente pianeggiante, con zone collinari al confine con Romagnano Sesia e Cavallirio.

### Idrografia
Fontaneto d'Agogna è attraversata dai torrenti Agogna e Sizzone. Sul territorio comunale sono presenti numerosi fontanili che stillano acqua alimentata da falde acquifere poco profonde. Si segnalano in particolare: la cosiddetta Fontana di San Martino le cui acque erano tradizionalmente oggetto di culto; il fontanile delle Botti sul confine meridionale del Comune; il Cavo Ferri presso l'area industriale; il Cavo Oriale in centro paese; il Cavo Borromeo presso il ponte sul torrente Agogna; il Cavo Cacciana presso l'omonima frazione; il Fontanone in collina.

## Origini del nome
Il toponimo Fontaneto (derivante da latino fontana, di fonte, qui collettivizzata tramite il suffisso -etum) si riferisce alla presenza di numerose sorgenti d'acqua sul territorio comunale. L'importanza dell'acqua nella storia del paese si nota anche dalla presenza, nello stemma comunale, dei due torrenti e di cinque fonti zampillanti. 

## Storia
Il primo documento che attesti la fondazione di un castrum nel territorio che oggi corrisponde a Fontaneto d'Agogna risale al 908 ad opera di Berengario I.
A fronte della diffusione della pataria, il movimento che si opponeva alla dilagante corruzione negli ambienti del clero, nel novembre del 1057 a Fontaneto fu indetto un sinodo per la sua condanna, ad opera dell'arcivescovo Guido da Velate.
Il castrum fortificato di Fontaneto, così come quelli di altri paesi del novarese, fu demolito nel 1362 per volere di Galeazzo II Visconti che in quegli anni era in guerra con il Marchese del Monferrato Giovanni II; la decisione fu presa per evitare che il castrum cadesse in mano nemica. Risale al Quattrocento un intervento di recupero del castrum tramite la costruzione al suo interno di una torre per volontà del consigliere del duca Gian Galeazzo Visconti, Manfredo Barbavara. Nonostante la torre di guardia, Fontaneto fu saccheggiata da Facino Cane, nemico dei Barbavara, e riuscì a risollevarsi solo nel 1456, dopo la costruzione di un nuovo grande castello sui resti di antichi edifici abbaziali.
Nel XVI secolo la popolazione fu decimata a causa delle epidemie di tifo e peste, in seguito alle quali si costituirono delle confraternite caritative. Nel corso della dominazione spagnola nel novarese, il castello di Fontaneto fu fulcro di numerosi scontri tra le truppe spagnole e francesi che si risolsero con la distruzione del castello (che venne poi ricostruito sotto le vesti di palazzo signorile) e di numerose chiese e abitazioni.
Risale al XVIII secolo il passaggio di Fontaneto d'Agogna e dell'intero novarese ai Savoia. Nell'Ottocento il castello e le altre strutture viscontee passarono di proprietà ad altre famiglie, tra cui i Colleone, i Del Maino e i Rovida.
Nel corso della prima guerra mondiale numerose furono le perdite in termini di vite umane nei vari fronti, come testimonia il monumento ai caduti di Piazza della Vittoria. Così come Suno, Borgomanero e altri comuni, Fontaneto fu protagonista della Resistenza nel medio novarese durante la seconda guerra mondiale. Il 20 settembre 1944 le forze fasciste saccheggiarono e incendiarono buona parte della frazione Cacciana, a sud dell'abitato di Fontaneto: 54 tra cascinali e abitazioni furono distrutti e gran parte del bestiame ucciso. La decisione di incendiare la frazione fu molto probabilmente conseguenza dell'appoggio di un'industria molitoria con sede nelle immediate vicinanze della Cacciana e di gran parte degli abitanti della frazione nei confronti dei partigiani.
La frazione fu ricostruita in tempi brevi; in ricordo dell'incendio è oggi presente un monumento realizzato da un artista fontanetese presso l'entrata nord dell'abitato.
Nel novembre del 2014 e nell'ottobre 2020 il paese viene interessato dall'esondazione dei torrenti Agogna e Sizzone.

### Simboli
Lo stemma e il gonfalone sono stati concessi con decreto del presidente della Repubblica del 21 marzo 1983.
I corsi corsi rappresentano l’Agogna e il Sizzone. La torre richiama l'antico castrum'", documentato dal 908 e demolito nel 1362. I pastorali e la mitra simboleggiano l'antico monastero benedettino di San Sebastiano, titolare di beni e di diritti sul mercato che si teneva una volta al mese nel borgo.
Le polle simboleggiano i numerosi fontanili alimentati da falde acquifere poco profonde presenti sul territorio.
Il gonfalone è un drappo di azzurro.

## Monumenti e luoghi d'interesse
- Chiesa Parrocchiale della Beata Vergine Maria Assunta - Sorge a sud del nucleo abitato principale, nei pressi del cimitero; fu infatti eretta su una preesistente chiesa cimiteriale del X-XI secolo. Nella seconda metà del XV secolo fu ricostruita per volere di Filippo Maria Visconti, a navata unica, rivolta ad oriente. A metà del XVI secolo fu eretto il campanile a lato del presbiterio e nel 1617 fu aggiunto il coro. Tra il 1628 e il 1630, in periodo barocco, l'edificio fu ampliato in lunghezza ed in altezza mentre nel 1827 vennero costruite le due navate laterali. A metà dell'Ottocento l'architetto Alessandro Antonelli realizzò la rotonda di Sant'Alessandro, ossia uno scurolo per custodire le spoglie del santo portate da Roma. Si tratta di un edificio a pianta circolare, collegato alla chiesa, che riprende lo stile classico romano. All'interno sono custodite importanti opere pittoriche risalenti al Cinquecento e al Seicento.[11]
- Oratorio dei Santi Fabiano e Sebastiano - L'oratorio, che occupa un quarto della navata mediana dell'antica chiesa benedettina dedicata a San Sebastiano, è un piccolo edificio situato nella parte ovest di Piazza Castello nel centro del paese. Presenta una facciata barocca e un portale su cui campeggiano gli stemmi dei Visconti e dei Rovida che finanziarono la sua ristrutturazione.
- Chiesa di San Martino - Posta nell'omonima frazione, a pochi metri dalle risorgive conosciute come Fontana di San Martino, la chiesa fu citata nelle Consignationes della curia novarese nel 1347. Oggi presenta tre navate (frutto di interventi ottocenteschi) e una facciata con affreschi del XVIII secolo sopra l'entrata principale. Un unico affresco risalente all'epoca dell'oratorio originario, raffigurante la Madonna del Presepe e attribuito a Sperindio Cagnola si è conservato fino a noi: fu proprio grazie alla grande devozione che gli abitanti della frazione nutrivano nei confronti dell'affresco che il Vescovo di Novara nel 1820 decise di costruire le nuove navate e di trasferire l'opera sull'altare di destra.[12]
- Riserva naturale orientata delle Baragge - Il territorio di questa riserva comprende principalmente, all'interno dell'area comunale, la frazione di Cascinetto e Croce,ed è caratterizzato dalla presenza di esemplari di betulla e da un terreno tipicamente argilloso, fine, con pessimo drenaggio e per nulla fertile, sul quale si sviluppano esemplari di brugo e molinia, che contribuiscono, assieme alle peculiarità già dette, a rendere l'intero paesaggio una sorta di savana piemontese, nella quale sono presenti specie di farfalle a rischio di estinzione, come la Coenonympha oedippus,che con la loro bellezza incrementano il prestigio che questo bioma già possiede.

## Società

### Evoluzione demografica
Abitanti censiti

### Etnie e minoranze straniere
Gli stranieri residenti nel comune sono 159, ovvero il 6% della popolazione. Di seguito sono riportati i gruppi più consistenti:
1. Senegal, 50
2. Marocco, 38
3. Ucraina, 35

## Cultura

### Media
Fontaneto d'Agogna è stata sede di Up! Radio (ex Puntoradio), un'emittente radiofonica che copriva principalmente le province di Novara e Vercelli. Ora la sede è situata a Milano.

## Economia
Il territorio comunale è stato storicamente noto per la coltivazione di patate e di cipolle. Fa parte dell'area di produzione del presidio Slow Food della Cipolla bionda di Cureggio e Fontaneto.

## Infrastrutture e trasporti
Il territorio comunale è posto lungo la SP229 del Lago d'Orta che collega in direzione nord-sud il capoluogo Novara con Gravellona Toce.
Presso la frazione di San Martino si trova l'uscita denominata "Borgomanero" dell'Autostrada A26 dei Trafori.
Servizi di autobus collegano il paese sia con Borgomanero che con Novara.
Al confine con il comune di Cressa è presente la stazione ferroviaria di Cressa-Fontaneto della linea Domodossola-Novara.

## Amministrazione
Di seguito è presentata una tabella relativa alle amministrazioni che si sono succedute in questo comune.
| Periodo        | Periodo           | Primo cittadino       | Partito                                          | Carica  | Note   |
| -------------- | ----------------- | --------------------- | ------------------------------------------------ | ------- | ------ |
| 20 giugno 1985 | 25 maggio 1990    | Giuseppe Cerri        | Partito Comunista Italiano                       | Sindaco | [ 15 ] |
| 25 maggio 1990 | 24 aprile 1995    | Luigi Pelosini        | Partito Socialista Italiano                      | Sindaco | [ 15 ] |
| 24 aprile 1995 | 14 giugno 1999    | Luigi Pelosini        | centro-sinistra                                  | Sindaco | [ 15 ] |
| 14 giugno 1999 | 14 giugno 2004    | Romano Pizio          | sinistra                                         | Sindaco | [ 15 ] |
| 14 giugno 2004 | 8 giugno 2009     | Adriano Fontaneto     | Partito Democratico della Sinistra               | Sindaco | [ 15 ] |
| 8 giugno 2009  | 27 maggio 2014    | Adriano Fontaneto     | lista civica                                     | Sindaco | [ 15 ] |
| 26 maggio 2014 | 27 maggio 2019    | Maria Antonia Platini | lista civica Uniti per Fontaneto                 | Sindaco | [ 15 ] |
| 27 maggio 2019 | 28 settembre 2023 | Alfio Angelini        | lista civica Fontanetesi                         | Sindaco | [ 15 ] |
| 10 giugno 2024 | in carica         | Claudio Teruggi       | lista civica Comunità, Territorio, Sostenibilità | Sindaco | [ 15 ] |